# 斑鳩島
斑鸠岛（葡萄牙语：Ilhéu das Rolas）是一个大西洋上的岛屿，归圣多美和普林西比管辖。

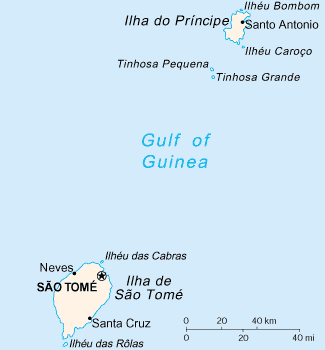
斑鸠岛位于西南部，圣多美岛的南方

## 概况
斑鸠岛位于几内亚湾，圣多美岛的南方，行政上属于圣多美省考埃县，赤道穿过了这个岛屿。
岛上有200名常住人口，几乎全部都从事旅游业相关的工作。

## 交通
岛上通往外界的唯一交通是从阿雷格里港出发的船只。

## 图集

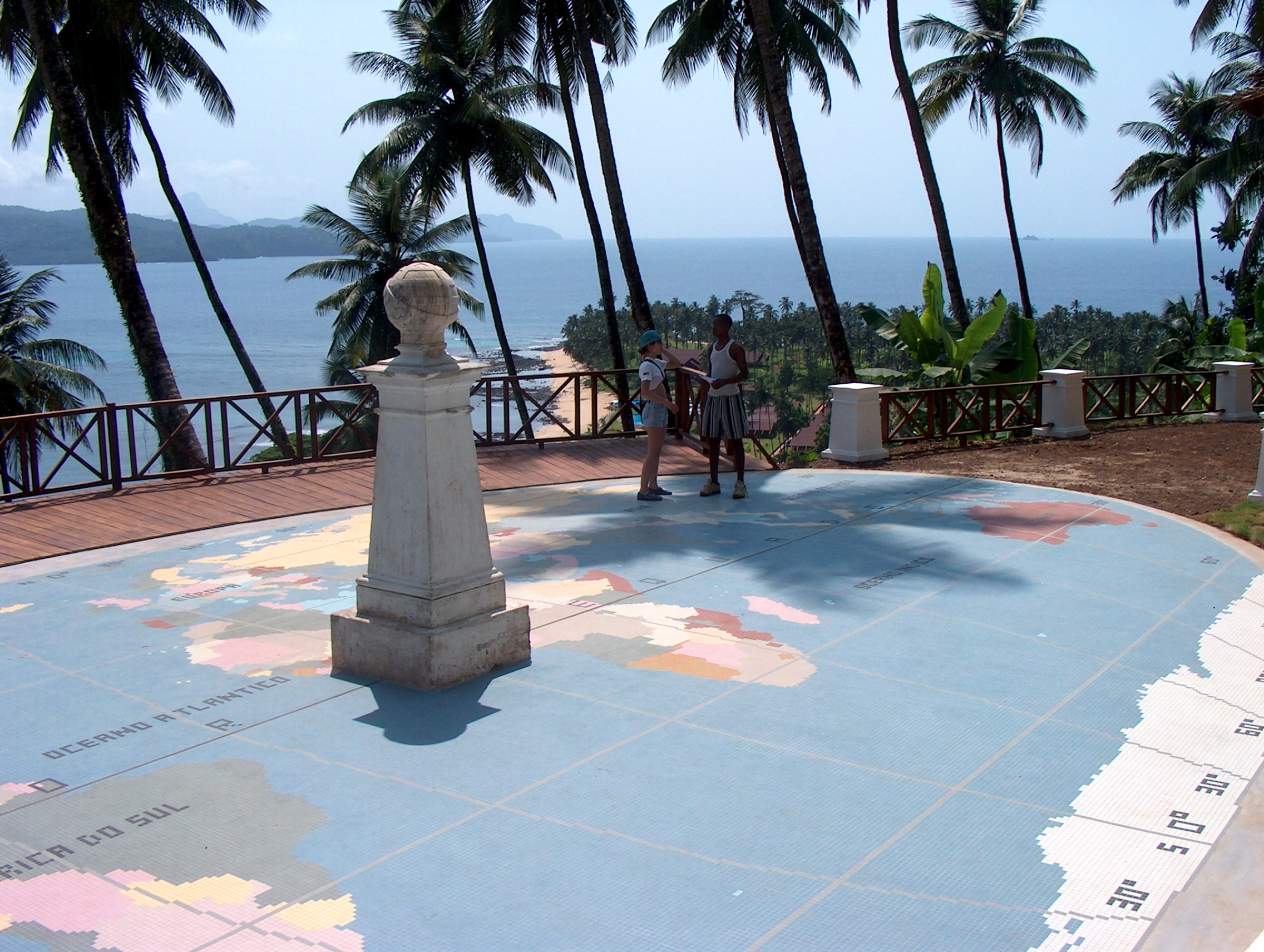
标记赤道位置的纪念碑
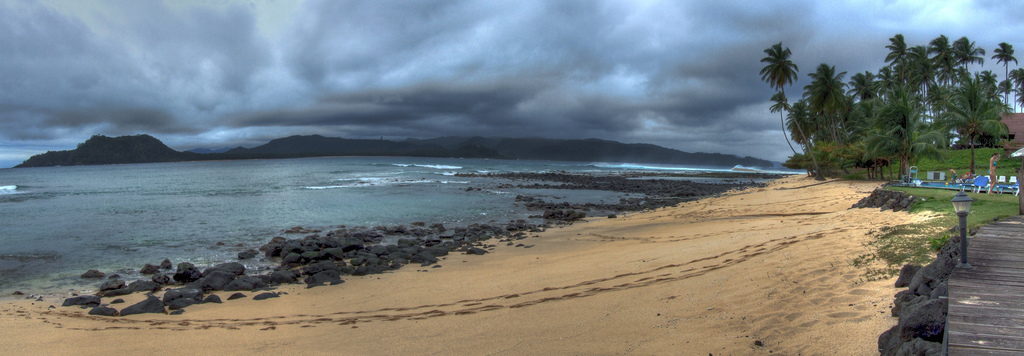
斑鸠岛的海岸
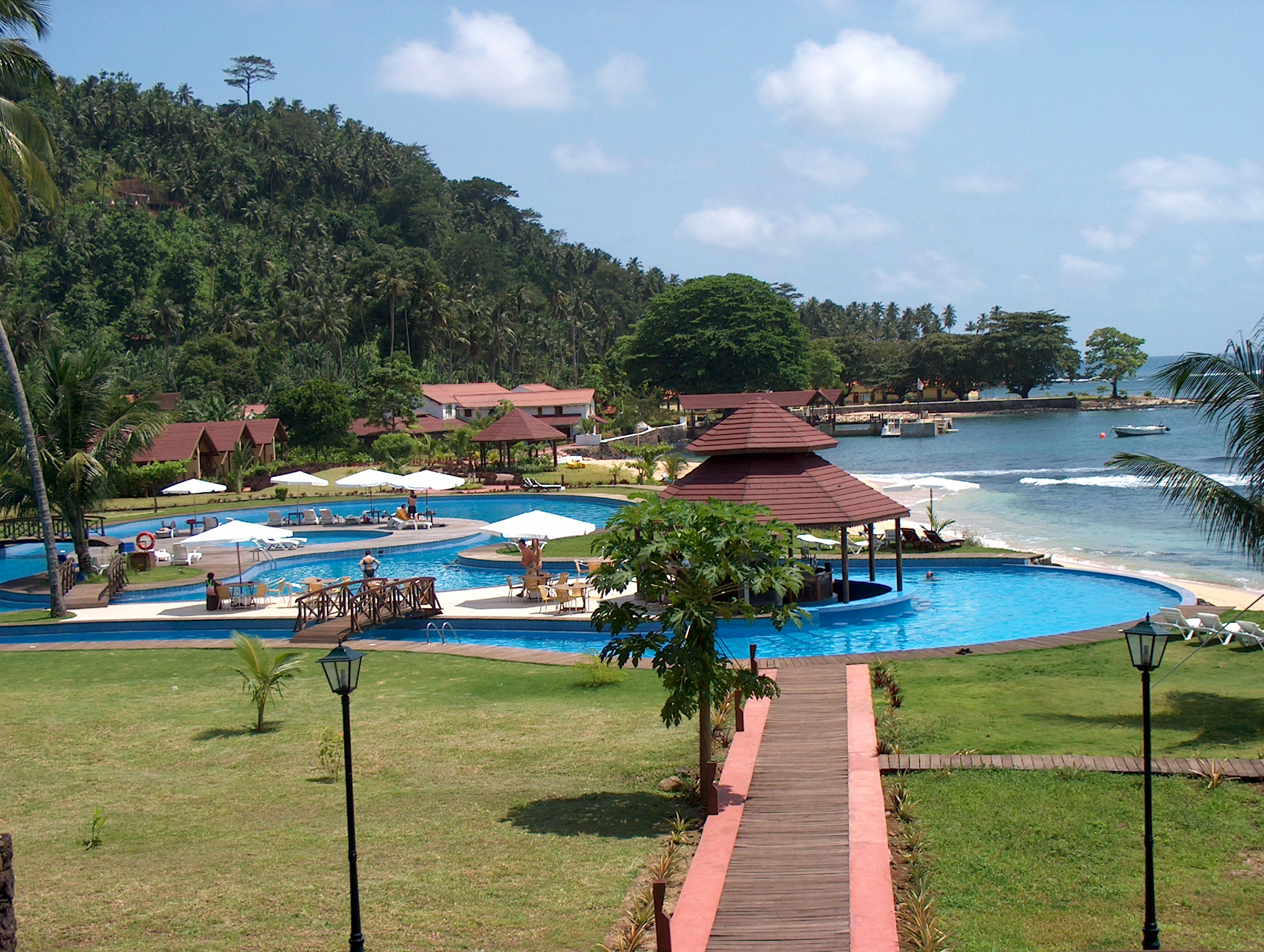
岛上的旅游设施
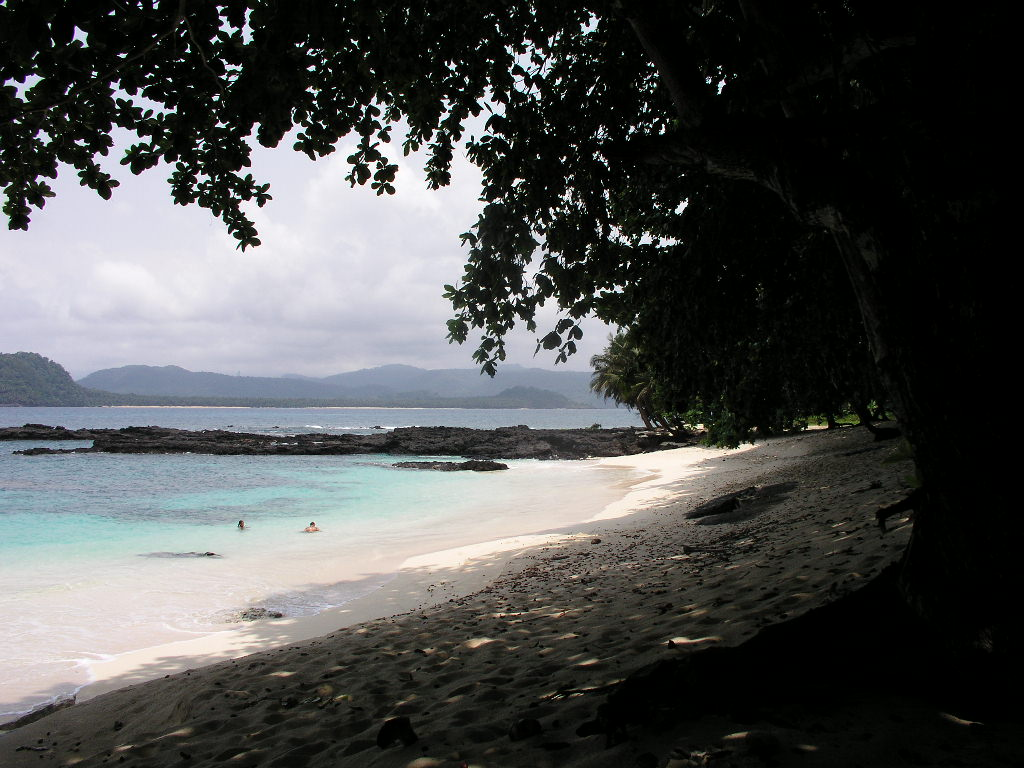
岛上的沙滩